# モラガ (カリフォルニア州)
モラガ（Moraga）は、アメリカ合衆国カリフォルニア州のコントラコスタ郡にある町。サンフランシスコ・ベイエリアに位置している。

## 概要
オークランドの東12キロメートルの丘陵地帯にある。幹線道路や鉄道から外れているため比較的静かな環境が保たれている。

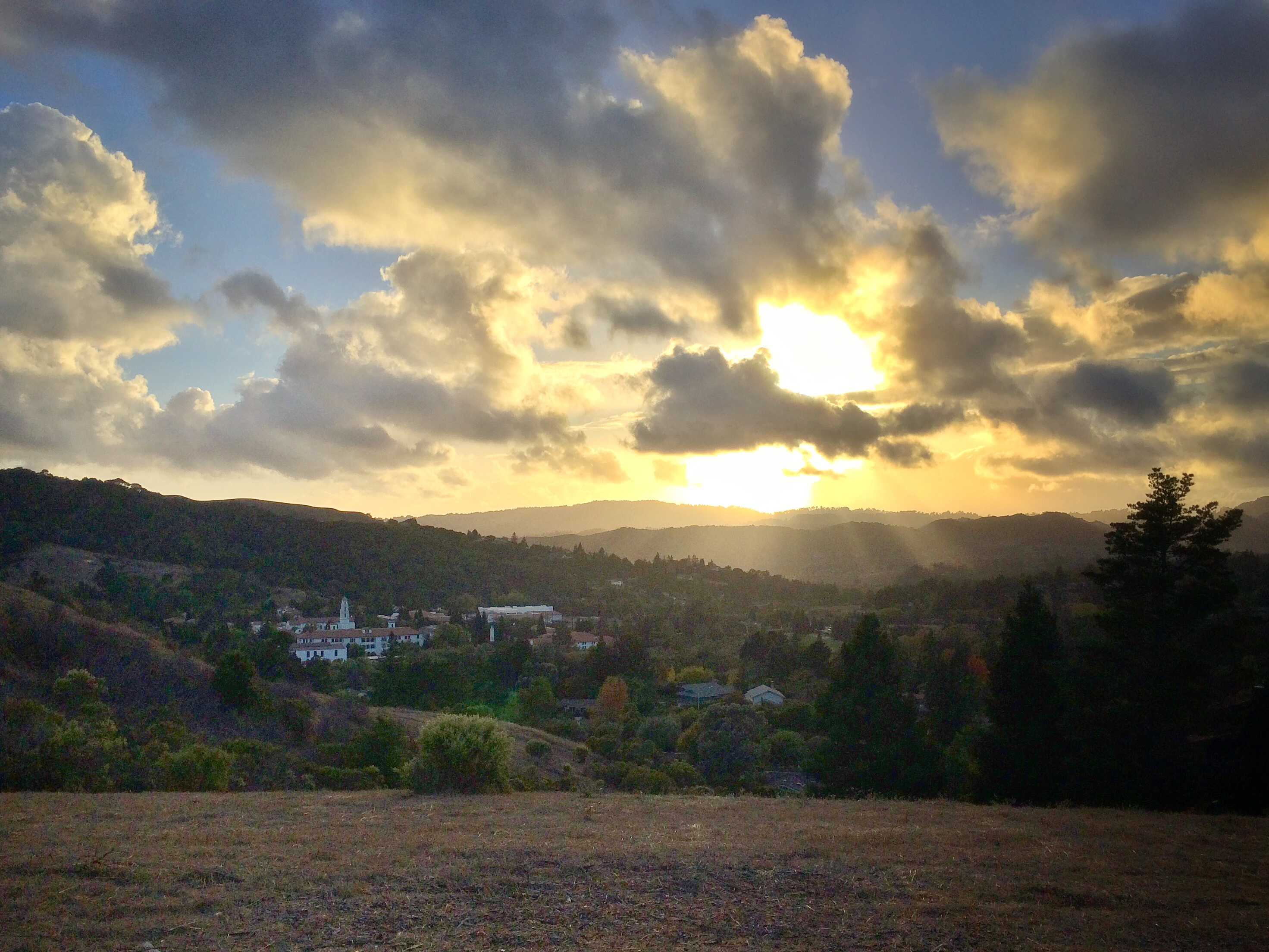
モラガの景観